# راي كاديو
راي كاديو هو لاعب هوكي جليد كندي، ولد في 27 ديسمبر 1941 في أوتاوا في كندا.

## وصلات خارجية
- راي كاديو على موقع EliteProspects.com (الإنجليزية)
- راي كاديو على موقع HockeyDB.com (الإنجليزية)
- راي كاديو على موقع أوليمبيديا (الإنجليزية)
- راي كاديو على موقع اللجنة الأولمبية الكندية (الإنجليزية)